# Rumbek
Rumbek (tiếng Ả Rập: رمبك) là thành phố thủ phủ của bang Lakes ở Nam Sudan. Tiếp theo hòa ước chấm dứt cuộc Nội chiến Sudan lần thứ hai, Phong trào Giải phóng Nhân dân Sudan đã chọn thành phố này làm trung tâm hành chính tạm thời cho Vùng bán tự trị Nam Sudan cho tới khi thành phố Juba trở thành thủ đô thường xuyên từ đầu năm 2006.

## Lịch sử
Năm 1857, nhà buôn người Pháp Alphonse de Malzac lập một trạm ở đây để buôn bán ngà voi và nô lệ. Rumbek gắn liền với trại nô lệ đầu tiên (ZARIBA) ở Nam Sudan. Sau khi Malzac chết vào năm 1860 thì Franz Binder lên nắm việc kinh doanh này. Những người nô lệ và ngà voi được chở tới sông Nile rồi chở bằng tàu thuyền tới Khartoum.
Dưới thời thuộc địa của Anh, kéo dài tới năm 1956, Rumkek là nơi có trụ sở của viên chức cai trị hạt Rumbek.
Ngày 01 tháng 5 năm 1997, Quân đội Giải phóng Nhân dân Sudan đã chiếm Rumbek và khoảng 600 binh sĩ của chính phủ miền bắc rút về thành phố Juba và thành phố Bor, sau đó nhiều lần Rumbek đã bị quân đội miền bắc pháo kích.
Sau Hòa ước năm 2005, Rumbek đã trở thành thủ đô tạm thời của Nam Sudan cho tới đầu năm 2006, khi Juba được chọn làm thủ đô thường trực.

## Dân số
Thành phố đã chịu nhiều thiệt hại đáng kể trong thời kỳ nội chiến, nhưng sau khi lập lại hòa bình thành phố đã phát triển ồ ạt với các lao động nước ngoài từ các nước láng giềng tràn tới.
Từ khi kết thúc Nội chiến Sudan lần thứ hai vào năm 2005, nhiều thương gia đã tới sống ở thành phố, chủ yếu là người Hồi giáo. Trong năm 2008 họ đã được phép dựng lên một đền thờ Hồi giáo.
Hiện nay Rumbek có số dân ước tính khoảng 300.000 người, chủ yếu là dân thuộc 3 bộ lạc người Dinka: Aliab, Chic và Agar. Cũng có một số dân không phải người Dinka cư ngụ chẳng hạn người Atout và Jurbel. Họ cày cấy, trồng trọt và chăn nuôi gia súc.
Dân số:
| Năm | [ 4 ] | - | 1973 (điều tra dân số) | 17 748 | - | 1983 (điều tra dân số) | 19 399 | - | 2007 (tính toán) | 33 428 | - | 2011 (ước tính) | 300.000 |

## Tôn giáo
Kitô giáo bắt đầu được truyền vào khu vực này ngay sau năm 1900. Từ năm 1974, Rumbek đã có một giáo phận Công giáo La Mã..

## Giao thông
Gần thành phố có Sân bay Rumbek, một sân bay nhỏ chỉ có một phi đạo. Đã có một số đường sá được trải nhựa, do công ty Civicon Ltd. thầu thực hiện. 

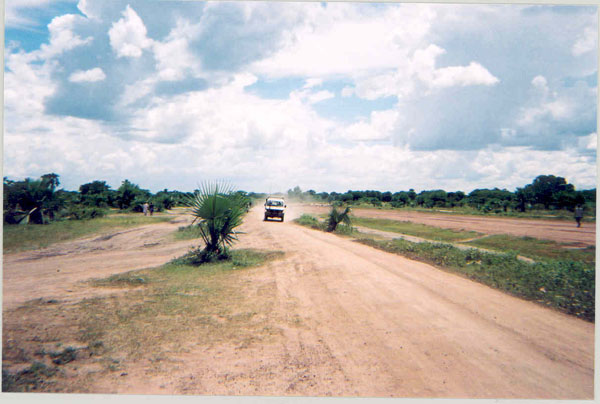
Đường cạnh sân bay Rumbek